# Liste der Monuments historiques in Still
Die Liste der Monuments historiques in Still führt die Monuments historiques in der französischen Gemeinde Still auf.

## Liste der Bauwerke
| Bezeichnung       | Beschreibung                                                           | Standort               | Kennzeichnung | Schutzstatus | Datum | Bild           |
| ----------------- | ---------------------------------------------------------------------- | ---------------------- | ------------- | ------------ | ----- | -------------- |
| Kirche St-Mathias | gotisches Taufbecken, Sandstein, um 1500, 1989 entstellend restauriert | Grand-Rue (Lage)       | PA00085010    | Inscrit      | 1937  |                |
| Kreuzweg          | Sandstein, teilweise bemalt, 1789 angelegt                             | Rue du Calvaire (Lage) | PA00085009    | Classé       | 1983  | weitere Bilder |